# Électrocution
Ne doit pas être confondu avec Électrisation.
 (août 2012).
L'électrocution est « l'action de causer une secousse généralement mortelle par le passage d'un courant électrique » chez l'animal, humain inclus. Dans un cas défavorable, un courant alternatif de 75 mA à 50 ou 60 Hz traversant le cœur d'un être vivant durant une seconde, peut provoquer une fibrillation ventriculaire, létale sauf intervention très rapide.

Panneau avec le logo de l'éclair signalant un risque d'électrocution.

## Définitions alternatives
Le Petit Larousse donne la définition suivante : « ensemble des lésions consécutives au passage d'un courant électrique à travers le corps ainsi qu'au dégagement de chaleur concomitant ». Il spécifie toutefois que cette définition est issue du langage courant et la caractérise du terme « abusif ».
Par contre pour le site Ameli, l'électrocution entraîne le décès.

## Causes de décès
Un décès peut être dû à :
- une fibrillation ventriculaire du myocarde, qui entraîne une désynchronisation de la contraction des cellules musculaires (cardiomyocytes) des deux ventricules (processus différent de la « simple » fibrillation auriculaire)[N 2] ;
- une contraction involontaire et spastique des muscles respiratoires (tétanie) qui va bloquer la ventilation (conduisant à une asphyxie fatale en quelques minutes) ;
- la destruction importante de tissus : rhabdomyolyses, brûlures ;
- des traumatismes associés au choc électrique (mouvement involontaire, chute, etc.).

Le décès peut survenir lorsque le courant traversant le cœur dépasse 75 mA pendant 1 seconde voire 30 milliampères pendant 30 secondes. Dans le cas contraire, on parle d'électrisation.

## Électrocution utilisée pour réaliser une exécution
L'électrocution peut être une méthode d'exécution, notamment via l'usage de la chaise électrique. Cette méthode est utilisée dans certains pays (notamment dans certains états des États-Unis).